# Robert von Rosen (hovman)
Robert Axel von Rosen, född 7 februari 1807 i Karlstad, död 27 januari 1884 i Stockholm, var en svensk greve, överstekammarjunkare och hovmarskalk. Han var son till Axel Pontus von Rosen och Johanna Henrika Ribbing af Koberg. 

## Biografi
von Rosen skrevs in som kadett vid Karlberg 1822, han avlade officersexamen 1824 och han utnämndes till underlöjtnant vid Göta artilleriregemente 1825. Han blev kornett vid livregementets husarer 1828 och löjtnant och första adjutant vid samma regemente 1829 och 1834 blev han ordonnansofficer hos Karl XIV Johan. 1851 utnämndes von Rosen till tjänstgörande hovmarskalk hos kronprins Karl och 1858 utnämndes han till överstekammarjunkare. von Rosen tog avsked från armén 1858 och 1872 sändes han till hoven i Bryssel och Haag för att tillkännagiva kung Karl XV:s död och Oscar II:s tronbestigning. 1878 blev han ceremonimästare vid Kungl. Maj:ts Orden och 1882 blev von Rosen tjänstfri vid hovet.
von Rosen gifte sig aldrig och ligger begravd vid Norra begravningsplatsen.

## Utmärkelser

### Svenska utmärkelser
- Riddare av Svärdsorden, 26 november 1849.[1]
- Kommendör med stora korset av Nordstjärneorden, 29 april 1876.[1]
- Kommendör av första klass av Nordstjärneorden, 28 januari 1865.[1]
- Riddare av Carl XIII:s orden, 28 januari 1857.[1]

### Utländska utmärkelser
- Storkorset av Belgiska Leopoldsorden, oktober 1872.[1]
- Storkorset av Danska Dannebrogorden, 28 juli 1869.[1]
- Kommendör av Danska Dannebrogorden, 14 juli 1852.[1]
- Storkorset av Nederländska Lejonorden, 1872.[1]
- Kommendör av Nederländska Ekkronans orden, augusti 1858.[1]
- Riddare av Norska Sankt Olavs orden, 23 augusti 1855.[1]
- Riddare av andra klassen av Preussiska Röda örns orden, 1857.[1]
- Riddare av fjärde klass av Ryska Sankt Vladimirs orden, 1838.[1]